# Asmidiske
Asmidiske eller Xi Puppis (ξ Puppis, förkortat Xi Pup, ξ Pup) som är stjärnans Bayerbeteckning, är en ensam stjärna belägen i den mellersta delen av stjärnbilden Akterskeppet. Den har en skenbar magnitud på 3,35 och är synlig för blotta ögat där ljusföroreningar ej förekommer. Baserat på parallaxmätning inom Hipparcosuppdraget på ca 2,7 mas, beräknas den befinna sig på ett avstånd på ca 1 200 ljusår (ca 370 parsek) från solen. På grund av stjärnans avstånd från jorden minskar dess skenbara magnitud med 0,73 som en följd av skymning på grund av mellanliggande gasen och stoft.

## Nomenklatur
Xi Puppis kallas ibland Asmidiske (Azmidiske), som är en felplacering och felöversättning av Aspidiske, det traditionella namnet för ι Carinae. Därför är namnet Asmidiske för Xi Puppis för närvarande inte godkänt av IAU.

## Egenskaper
Asmidiske är en gul superjättestjärna av spektralklass G6 Iab-Ib. Den har en massa som är ca 10 gånger större än solens massa, en radie som är ca 119 gånger större än solens och utsänder från dess fotosfär ca 60 000 gånger mera energi än solen vid en effektiv temperatur på ca 4 900 K.
Asmidiske har en följeslagare av 13:e magnituden på ett avstånd på 5".1. Den kan också vara en spektroskopisk dubbelstjärna.